# سیستم پخش آموزشی
سیستم پخش آموزشی کره (한국교육방송공사) شرکت دولتی رسانه‌ای کره‌ای است، که در سال ۱۹۸۰ تأسیس شد.